# Turgenewskoje
Turgenewskoje (Тургеневское, deutsch Ponitt) war ein Ort in der russischen Oblast Kaliningrad (Gebiet Königsberg (Preußen)). Die Ortsstelle gehört heute zum Munizipalkreis Rajon Bagrationowsk (Stadtkreis Preußisch Eylau).

## Geographische Lage
Die Ortsstelle von Turgenewskoje resp. Ponitt liegt im südlichen Westen der Oblast Kaliningrad, 17 Kilometer nördlich der einstigen Kreis- und heutigen Rajonshauptstadt Preußisch Eylau (russisch Bagrationowsk).

## Geschichte
Um 1365 wurde Ponithen gegründet und nach 1447 Ponitten sowie nach 1820 bis 1947 Ponitt genannt. Als Vorwerk war Ponitt bis 1945 mit Bögen (russisch Lineinoje), Klein Lauth (Sergejewo) und Panzhof (Muratowo) ein Ortsteil von Schrombehnen (Moskowskoje) im ostpreußischen Kreis Preußisch Eylau.
Mit dem gesamten nördlichen Ostpreußen kam Ponitt 1945 in Kriegsfolge zur Sowjetunion. Bis 1947 behielt es seine deutsche Ortsbezeichnung. Dann wurde es in „Turgenewskoje“ umbenannt und in den Wladimirowski selski Sowet (Dorfsowjet Wladimirowo (Tharau)) eingegliedert. Zunächst noch besiedelt war Turgenewskoje aber bald verwaist und schon lange vor 1969 verlassen. Es gilt heute als untergegangen. Die Ortsstelle liegt im Bereich des Rajon Bagrationowsk (Stadtkreis Preußisch Eylau) in der Oblast Kaliningrad der Russischen Föderation.

## Religion
Bis 1945 war Ponitt in die evangelische Kirche Tharau (russisch Wladimirowo) in der Kirchenprovinz Ostpreußen der Kirche der Altpreußischen Union eingegliedert.

## Verkehr
Die nicht mehr wirklich erkennbare Ortsstelle von Turgenewskoje resp. Ponitt ist über Landwege von Lineinoje (Bögen) aus zu erreichen.